# 李姓
李姓是一個漢族姓氏，在中國《百家姓》中排第4位。按人口計算是亞洲最多的姓氏之一。於中國大陆李姓是第二大姓，於香港李姓是第四大氏；於澳門李姓是第三大氏；於臺灣李姓是第五大氏。李姓在朝鮮半島及越南也是常见姓氏，於韓國李姓是第二大氏。
李姓为了区别其他同音姓，常说“木子李”、“十八子李”。李姓為全球華人十大姓之一。
在中國，2016年姓氏人口数目的排名，由中國国务院人口普查办公室统计， 李姓占全中国汉族人口的7.94%，约9530万排名第一。河南省是中国李氏的第一大省，而在四川、重庆、湖北、湖南、云南等5个省区中李姓是当地第一大姓氏。古陇西，即今甘肃临洮，为李氏重要发源地。在中國歷史上，唐朝是李氏的鼎盛時期，有「天下李」之稱。
在臺灣，李姓為第五大姓氏，分佈較多之縣市為宜蘭縣、臺北市、新北市、桃園市、雲林縣、嘉義市、臺南市、高雄市等。

## 羅馬拼音拼法
李姓有多種常見的羅馬拼音拼法。除國語羅馬字將李姓譯作「Lii」外，在其他的華語拼音中「Li」均為「李」字的標準譯音，但由於「Lee」的拼法也是常見的英語姓氏，故漢語的李姓習慣上經常譯為「Lee」（名字中的李則仍譯為Li）。

### 中國大陸
在中國大陸推行漢語拼音後，現代中國大陸統一依漢語拼音譯做「Li」。

### 港澳
在香港李姓主要有「Lee」、「Li」及「Lay」三種拼法，而在澳門則有「Lee」、「Li」及「Lei」等，「Lii」為國語羅馬字，「Lay」為粵語拼音，而「Lei」則為葡萄牙語譯音。

### 台灣
在台灣人名中的的李姓主要有「Lee」與「Li」兩種拼法，其中又以「Lee」為較為常見的慣用拼法，如李登輝（Lee Teng-hui）。

### 朝鮮半島
在大韓民國，李姓（韩语： i ?）主要譯作「Lee」，如李明博（Lee Myung-bak），其他亦有「Yi」、「I」、「Rhee」等拼法。李氏家族最有名的代表就是首爾景福宮李氏王族，外國人稱呼李氏朝鮮。在北韓，李姓（韩语： ri ?）譯作「Ri」。

### 越南
在越南，李姓拼作「Lý」。

### 譯為李姓的英語姓氏
在其它亞洲國家及歐美國家存在非華人傳統姓氏之漢語拼音恰恰剛好的「Lee」的流傳於歐洲範圍內多年的歐洲姓氏。只是剛好發音跟中國傳統漢姓的「Li」發音相同符合。故大部分歐洲裔或外族歸化中文語系國家時的國籍掛上「李」這個漢字。此外，英语姓氏“Leigh”也翻译作“李”。

## 中國的李姓

#### 嬴姓说
源于嬴姓，或出自皋陶之后颛顼帝高阳氏的后裔理征，或出自周朝道家创始人老子李耳，属于以官职名为氏。尧时，皋陶曾担任大理(掌管刑狱的官)的职务，其子伯益被赐为嬴姓，后子孙历三代世袭大理的职务，其子孙按照当时的习惯，以官为氏，称理氏。

#### 理氏说
- 史籍记载，周朝以前未见有李氏，自从有老子姓李，名耳，为利贞的后裔，因祖上世代为理官，「理」、「李」两字古音相通，便也以李为氏。依此論點，李氏是始于李耳称姓的。
- 商朝末年，皋陶后裔有个叫理征的人，出于一片忠心，直爽地指出纣王的错误，劝他改正，结果因此惹恼了纣王而被杀害。理征的妻子契和氏听到消息后，便带着年幼的儿子理利贞外出逃难。契和氏本想逃回娘家陈国（今河南淮阳），又怕连累娘家人，于是便往豫西方向逃。当走到今河南西部伊河流域的伊侯之墟时，母子二人饥饿难忍，疲惫不堪。这一带荒无人烟，食物難尋，但契和氏发现附近的树上结有一些“木子”，于是便采下来吃。母子二人因此靠吃野果保全了性命。他们之後在离淮阳不太远的苦县（今河南鹿邑东部）安家落户。为了感激“木子”的保命之功，同时也为了躲避纣王的追缉，加上理、李同音通用的缘故，自利贞开始改理氏为李氏。

#### 老姓说
依高亨等人的说法，李姓不是由「理姓」演化而来，而是源于老姓。这种说法主要源于對老子姓氏的考证，认为老子不姓李而姓老，李姓源于老姓。古文字学家唐兰认为，老子姓李名耳的说法不确实：“据当时人普通的称谓，老聃的老字是他的氏族的名称，因为当时称子的，像孔子、有子、曾子、阳子、墨子、孟子、庄子、惠子以及其余都是氏族下面加子字的”，“老聃在古书中丝毫没有姓李的痕迹。”（唐兰：《老聃的姓名和时代考》，《古史辨》第四册，上海古籍出版社影印本，1982年）。唐兰明确地说明：老子并不姓李，而是姓老。郭沫若、马叙伦、陈独秀等人同意唐兰之说。
高亨从音韵学的角度引证甚详，对此说有进一步的考证。高亨在《老子正诂·前记》中说：老、李一声之转，老子原姓老，后以音同变为李，非有二也。他列出四条证据：
1. 先秦旧籍如《庄子》、《荀子》等，对孔、墨等人皆举其姓，称“孔子”、“墨子”，独于老子则称“老聃”而不称“李聃”；称“老子”，而不称“李子”，所以“明见老子原姓老矣。”
2. “古有老姓而无李姓”。《风俗通义》：“老氏，颛顼子老童之后。”春秋时代无李姓。《史记·循吏列传》的李离，係《左传》士离之误，不作李。《战国策》中始有李悝、李牧，李姓起源甚晚。
3. 古人姓氏多无本字，常假借同音字。老姓变为李姓，也是同音假借。
4. “古韵‘老’属幽部，‘李’属之部，二部音近，古或不分”。高亨从《老子》一书中引大量语句，证幽部、之部音韵通谐。最后，他说：“老、李二字其声皆属来纽（即声母为L），其韵又属一部，然则其音相同甚明，惟其音同，故由老而变為李。”

#### 其他說法
- 南方的各原住民族隨南遷中原人而改姓。
- 胡族改姓。三国时，诸葛亮平哀牢夷后，赐当地少数民族赵、张、杨、李等姓以漢化之。鲜卑有复姓叱李氏，孝文汉化后，改为汉字姓李氏，是为洛阳李氏。又如党项李元昊原是拓跋氏。金時富察氏別姓為李氏。阿史那思摩曾被賜姓李。
- 出自他姓改李氏。李世绩原姓徐，李继迁原姓拓跋，都被賜唐国姓以改李氏。
- 滿族姓氏中的李佳氏。

## 迁徙和分布演变

### 先秦到唐朝
先秦时期，李姓的活动由河南开始，到战国末，其活动地域已扩大到山西、河北、陕西、四川、湖北等地。秦汉时期是李姓向各地迁移的重要阶段。秦始皇平定南越和西瓯时，李姓始入两广地区。李耳的后裔入甘肃，发展为陇西李姓的望族，居河北的成为趙郡李氏名家。东达山东，东南抵赣浙苏，南面南海及北部湾。唐朝是李姓的鼎盛时期，陇西李氏王朝传19帝，历时289年，李姓贵为国姓，各地都有李氏的皇亲国戚，李姓人口迅速膨胀，成为国中第一大姓。唐朝初李姓开始大批进入福建和海南。明朝时进入台湾。

### 宋朝
宋朝时期，李姓大约有560万人，约占全国人口的7.2％，排在王姓之后，为宋朝第二大姓。李姓第一大省是河北，约占全国李姓人口的11.6％。在全国的分布主要集中于河北、四川、河南、山东，这四省李姓大约占全国李姓人口的44％；其次分布于陕西，江西，山西，湖南等地。全国形成了围绕中原地区的新月形李姓聚集地带。这个地方由冀豫鲁、晋陕、川湘赣三大李姓聚集中心组成。

### 明朝
明朝时期，李姓大约有510万人，约占全国人口的5.5％，仅排王、张之后，为明朝第三大姓。宋元明时期，李姓人口不但没有增长，反而减少，600年中李姓人口减少了10％。这与北方地区长期战乱尤其是元朝的野蛮统治有密切关系。遭受战乱和屠杀的群体首先是大姓汉族人群，李姓是北方地区的大姓，自然受到最惨重的损失。明朝时期，江西为李姓第一大省，约占全国李姓人口的13.3％。在全国的分布主要聚集于江西、山西、山东三地，这三省李姓大约占全国李姓人口的32.7％；其次分布于浙江、江苏、河北、福建、河南等地。宋元明期间，李姓的分布总格局变化较大，除了人口急剧减少以外，其人口主要由北方向东南迁移。全国重新形成了东南的赣苏浙闽、华北的晋冀豫鲁两大块李姓人口聚集地区。

### 当代
当代李姓人口已达9340多万，为全国第二大姓，大约占全国人口的7％。从明朝至今600年中，李姓人口由510万激增到近9340万，增长18倍之多。李姓人口的增加速度高于全国人口的增加速度。主要分布于河南、山东、河北、四川，这四省李姓大约占全国李姓人口的32.4％；其次分布于广东、湖南、安徽、湖北、云南、辽宁、江苏、广西、黑龙江、山西、陕西十一省区，占李姓总人口的44.6％。河南为李姓第一大省，大约占李姓总人口的10.4％。全国形成了中原、华北、云川、东北四大块李姓高密度聚居区。

### 血型特征
李姓人群的血型分布:O型血占32.2％，A型血占28％，B型血占30.4％，AB型血占9.4％。

## 郡望和堂号
李姓郡望，以陇西李氏最为知名。唐《姓氏谱》载“李氏凡十三望，以陇西为第一。”但唐朝之前，隴西李氏並非顯望，實際上以趙郡李氏為首
- 赵郡李氏
- 陇西李氏
- 武威李氏
- 姑臧李氏
- 柳城李氏
- 略阳李氏
- 鸡田李氏
- 代北李氏
- 高丽李氏
- 范阳李氏
- 渤海李氏
- 西域李氏
- 河南李氏
- 京兆李氏
- 兌山李氏
- 全州李氏（朝鮮）

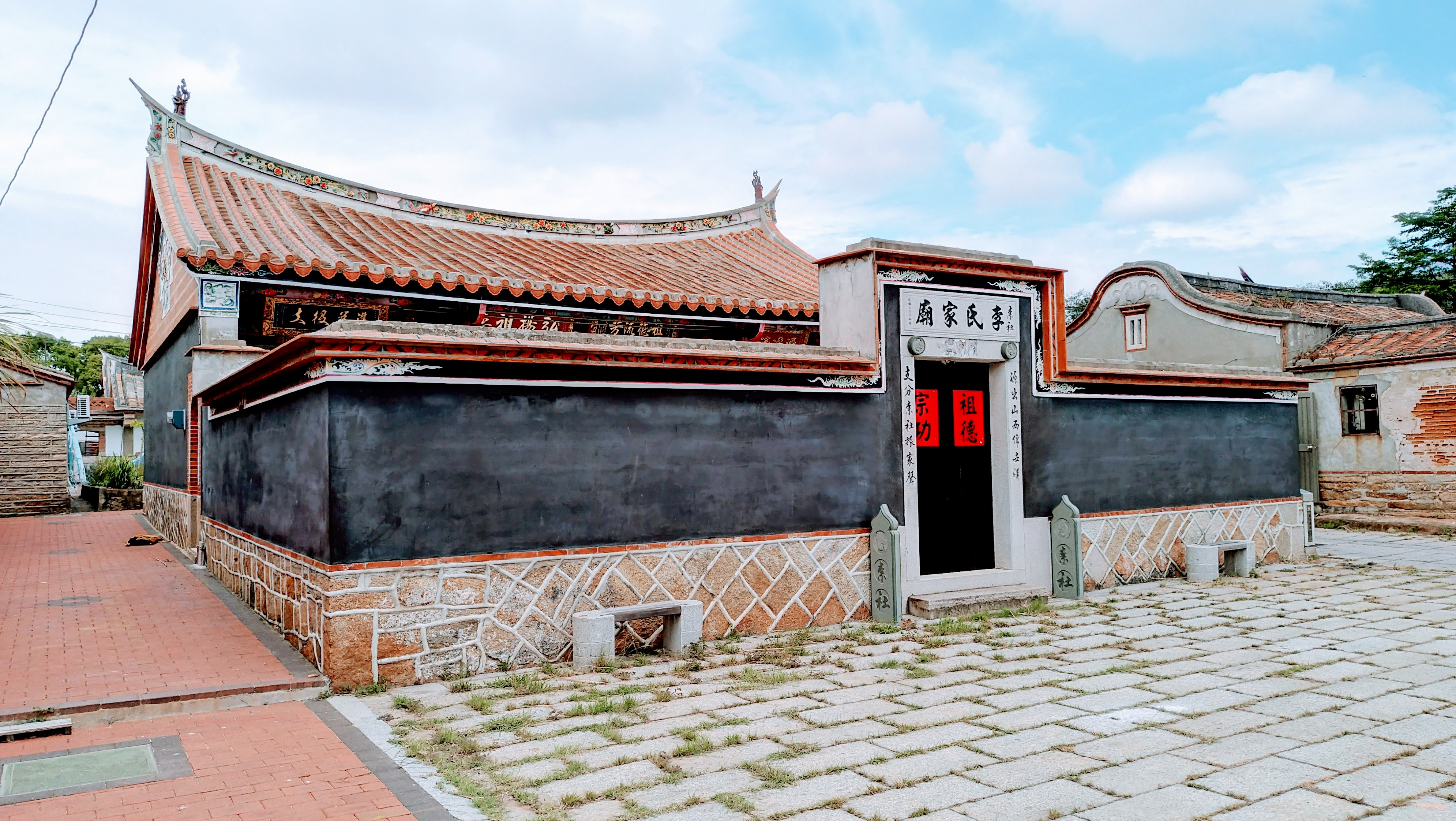
西山前李氏家廟

堂号：趙郡堂 陇西堂 姑臧堂 燕樓堂 渤海堂 京兆堂 河南堂 范陽堂 高麗堂。

### 李氏政权
李氏先后建立的中國地區的政权有：
- 成汉 五胡氐族
- 西凉 十六國
- 大凉，武威李氏，李轨建立。
- 唐朝
- 后唐（本朱邪氏）五代沙陀
- 南唐 十國
- 西夏（本拓跋氏）黨項
- 大顺

其他国家政权
- 越南前李朝
- 越南李朝
- 李氏朝鲜

## 朝鮮李姓

韓國主要姓氏分佈
金姓
李姓
朴姓
崔姓
鄭姓

李是朝鲜半岛（今朝鲜民主主义人民共和国与大韓民國)最常見的姓氏之一，分屬很多不同的本貫。北韓的李姓寫法為。
朝鮮半島的李姓源於漢族李姓，其漢字表記亦與中文李姓相同，英語譯作Lee。在南韓，李姓因头音法则讀音有如英語中的E（IPA: [iː]），故此偶而有Yi的羅馬化寫法；在，其讀音近似Lee（IPA: [liː]）。

### 分佈
據2000年大韓民國政府統計，全國李氏人口最少679萬人，为韩国各姓氏中第二位，仅次于金姓。全球朝鮮族人口15%是李姓。

### 本貫
- 慶州李氏︰경주
- 公州李氏︰공주 이씨
- 光山李氏︰광산 이씨
- 廣州李氏︰광주 이씨
- 陇西李氏︰농서 이씨
- 丹阳李氏︰단양 이씨
- 大兴李氏︰대흥 이씨
- 德水李氏︰덕수 이씨
- 碧珍李氏︰벽진 이씨
- 扶安李氏︰부안 이씨
- 尚州李氏︰상주 이씨
- 西林李氏︰서림 이씨
- 星山李氏︰성산 이씨
- 星州李氏︰성주 이씨
- 遂安李氏︰수안 이씨
- 新平李氏︰신평 이씨
- 牙山李氏︰아산 이씨
- 安南李氏︰안남 이씨
- 安山李氏︰안산 이씨
- 安城李氏︰안성 이씨
- 安岳李氏︰안악 이씨
- 阳山李氏︰양산 이씨
- 阳城李氏︰양성 이씨
- 延安李氏︰연안 이씨
- 宁川李氏︰영천 이씨
- 永川李氏︰영천 이씨
- 龙仁李氏︰용인 이씨
- 龙川李氏︰용천 이씨
- 羽溪李氏︰우계 이씨
- 牛峰李氏︰우봉 이씨
- 蔚山李氏︰울산 이씨
- 原州李氏︰원주 이씨
- 阴竹李氏︰음죽 이씨
- 益山李氏︰익산 이씨
- 仁川李氏︰인천 이씨，本姓為許姓。
- 林川李氏︰임천 이씨
- 载宁李氏︰재령 이씨
- 全州李氏︰전주 이씨
- 全义李氏︰전의 이씨
- 旌善李氏︰정선 이씨
- 贞州李氏︰정주 이씨
- 真城李氏︰진성 이씨
- 泰安李氏︰태안 이씨
- 太原李氏︰태원 이씨
- 平山李氏︰평산 이씨
- 平昌李氏︰평창 이씨
- 河滨李氏︰하빈 이씨
- 韩山李氏︰한산 이씨
- 陜川李氏︰합천 이씨
- 海南李氏︰해남 이씨
- 清州李氏︰청주 이씨
- 青海李氏︰청해 이씨
- 咸平李氏︰함평 이씨
- 花山李氏︰화산 이씨
- 归化李氏︰귀화 이씨，指近现代由中国移居归化韩国籍的华侨之中的李氏。

## 腳註
1. ↑  根据2019年1月中国公安部户政管理研究中心对2018年底全国户籍人口的最新统计

## 延伸阅读
[在维基数据编辑]
 《百家姓》
 《欽定古今圖書集成·明倫彙編·氏族典·李姓部》，出自陈梦雷《古今圖書集成》

## 外部連結
- . 维基文库 （中文）.
- （简体中文）李氏網 （页面存档备份，存于）
- （简体中文）李氏族譜網
- （繁體中文）財團法人台灣李氏宗祠 （页面存档备份，存于）
- （简体中文）中國姓氏排行(2007年4月24日) （页面存档备份，存于）
- （简体中文）中國姓氏排行（2006年11月）